# Escudo de armas del estado Mérida (Venezuela)
El Escudo del Estado Mérida fue creado el 5 de junio de 1909 por Tulio Febres Cordero, siguiendo los contornos del Estado de Venezuela. Se le divide en tres campos horizontales, que lo blasona en los siguientes términos:

Atributos.—
El Escudo de Armas merideño presenta un contorno compuesto terciado en faja. El Cuartel del Jefe esmaltado en Oro (amarillo) muestra tres panoplias: a la diestra dos espadas cruzadas en sotuer (aspa); al centro un cañón superado de un mástil con su vela desplegada y a la siniestra una flecha y un fusil cruzados en sotuer resaltados de un gorro frigio, todo al natural. El Cuartel Central esmaltado en Azur (azul) presenta una montaña crestada de nieve con un lago donde navega un bote a su diestra y una sabana a su siniestra con un corcel de Plata (blanco) galopante de la diestra a la siniestra pero su mirada vuelta a la diestra. El Cuartel de la Punta esmaltado en Gules (rojo) carga un haz de caña de azúcar a la diestra y otro de trigo a la siniestra en medio de las que aparece un libro cerrado superado de una lámpara votiva flamada. Como ornamentos exteriores, el blasón muestra un cóndor azorante como timbre y una estrella en Plata de cinco puntas como cimera y como sostenes una rama de café a la diestra y otra de laurel a la siniestra enlazadas mediante un gallardete de plata que trae como divisas las siguientes inscripciones: "ESTADO MÉRIDA" al centro; "9 DE OCTUBRE DE 1558", a la diestra y "16 DE SEPTIEMBRE DE 1810" a la siniestra.

Semiología.—
En el Primer Cuartel, las espadas cruzadas recuerdan el triunfo de los españoles fundadores de la ciudad de Mérida sobre el tirano Lope de Aguirre; el cañón y el mástil con su vela desplegada rememoran los continuos enfrentamientos sostenidos contra los piratas en el Puerto de Gibraltar mientras que la flecha, el fusil y el gorro frigio aluden a la Rebelión de los Comuneros de 1781 y la Batalla de Niquitao ganada por Rivas Dávila y su ejército de merideños en 1813. El Segundo Cuartel es una semblanza general del paisaje merideño: sus crestas nevadas, su depresión lacustre y su pie de monte que mira a los llanos. El corcel mantiene la postura característica de aquel que aparece en el Escudo de Armas de Venezuela y también recuerda la libertad. En el Tercer Cuartel los haces de caña de azúcar y de trigo recuerda la riqueza agrícola del estado mientras que el libro y la lámpara votiva simbolizan la tradición intelectual merideña y la creación de su Universidad. Los esmaltes Oro, Azur y Gules constituyen un tributo a la Venezolanidad. El Cóndor recuerda la raigambre andina de la región. La estrella simboliza la Provincia de Mérida en el momento de unirse a la emancipación nacional. La rama de café reafirma la tradición agrícola del estado y la de laurel recuerda el triunfo del esfuerzo de sus hijos. Las divisas exaltan la identidad regional, la fecha de fundación de la capital del estado y la fecha de inicio del movimiento de Independencia de Venezuela.